# Her (гурт)
Her — французький соул-гурт родом з Ренні. Створений в 2015 році Саймоном Карпентьєром і Віктором Сольфом. Назва гурту в перекладі з англійської означає «Вона» була обрана учасниками, щоб підтримати жінок і фемінізм..

## Історія гурту

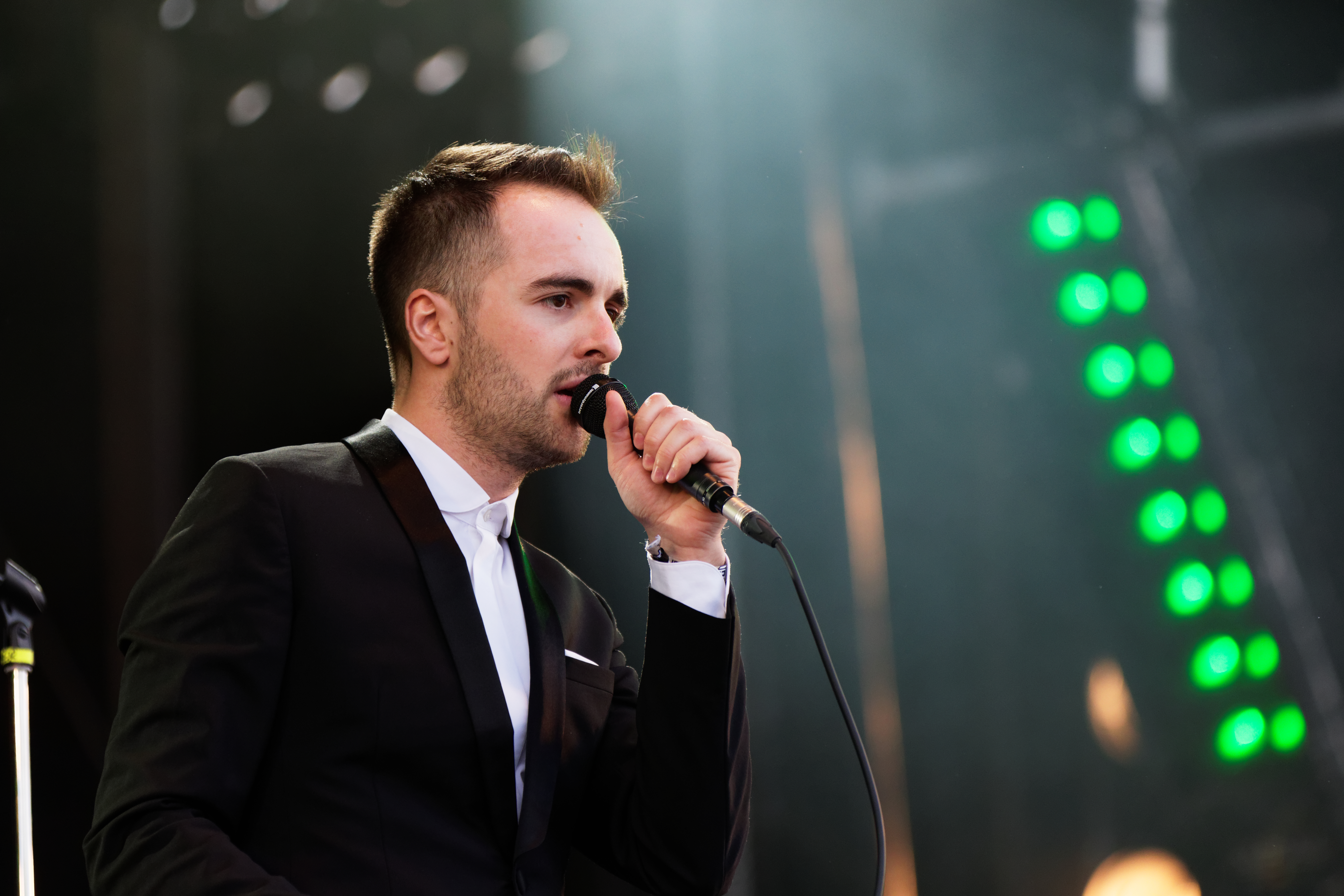
Саймон Карпентьє в 2016 році

Саймон Карпентьє зустрів Віктора Сольфа у віці шістнадцяти років в школі Еміль-Золя Ренн, де вони почали створювати свої перші пісні. Після закінчення школи вступили до консерваторії, де вивчали творчість класичних композиторів, щоб навчитись власноруч створювати музику. Протягом шести років грали в електро-поп гурті The Popopopops, яка заснована в 2007 році. За їх участі вийшло два EP, а потім альбом під назвою Swell та кілька концертів.

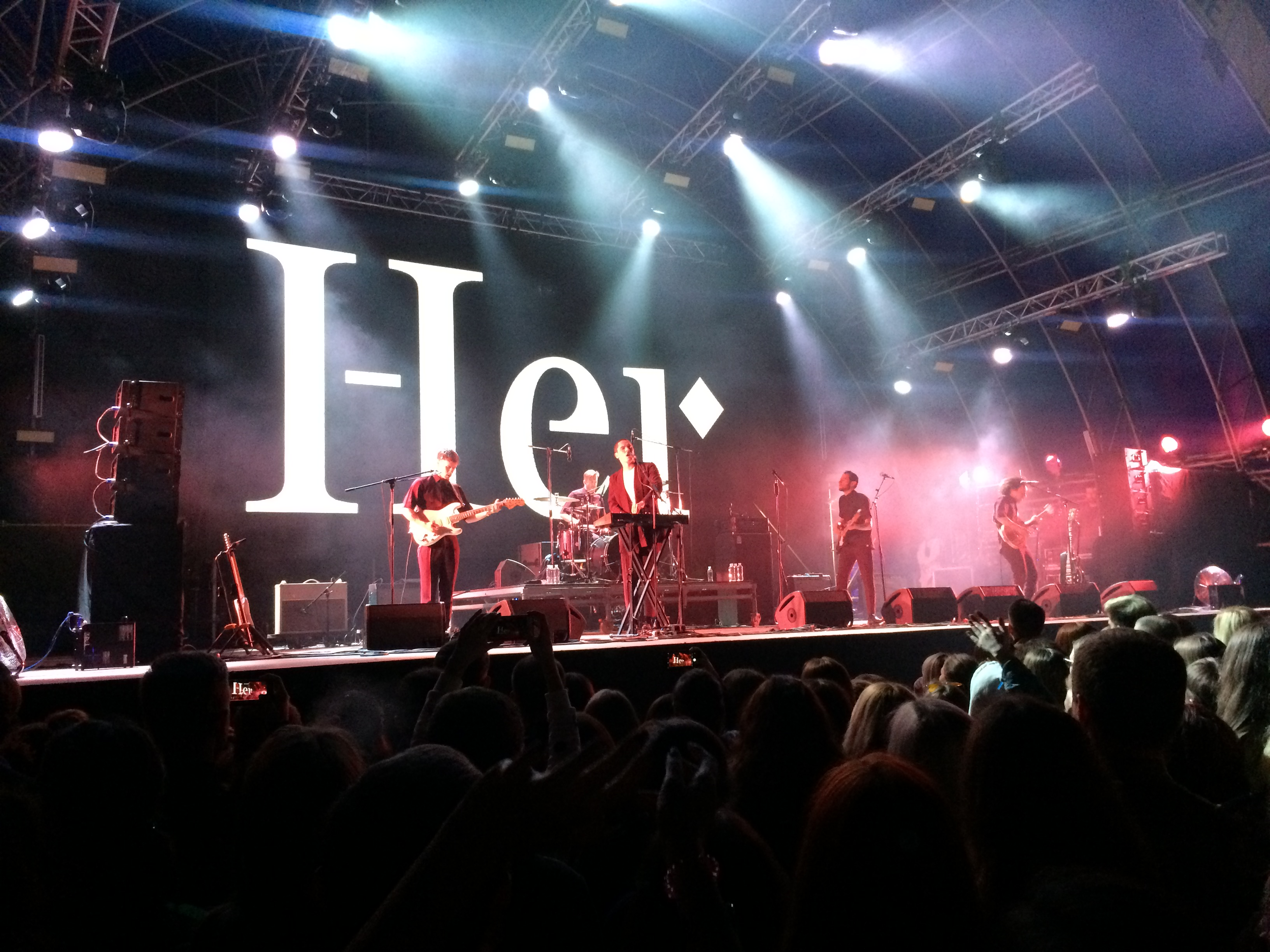
Виступ на Atlas Weekend 2018

Her заснований у квітні 2015 року, а їх перший EP Her Tape #1 вийшов у 2016 році. Першими синглами стали Quite Like і П'ять Хвилин. Відеокліп на пісню Quite Like зняв режисер Рафаель Фрідман і компанія Partizan. У ньому зображується краса і м'якість у вигляді молодої жінки — фінської моделі Анни Невала (англ. Anna Nevala) — зображуючи кожне слово дуету.
Саймон Карпентьє помер 13 серпня 2017 від раку у віці 27 років.
Дебютний студійний альбом «Her» вийшов 30 березня 2018 року. Вперше виступили в Україні в рамках фестивалю Atlas Weekend 2018.

## Дискографія

### Міні-альбоми
| Her Tape #1 (2016) | Her Tape #1 (2016) | Her Tape #1 (2016) |
| #                  | Назва              | Тривалість         |
| ------------------ | ------------------ | ------------------ |
| 1.                 | «Intro»            |                    |
| 2.                 | «Quite Like»       |                    |
| 3.                 | «Five Minutes»     |                    |
| 4.                 | «Interlude»        |                    |
| 5.                 | «Her»              |                    |
| 6.                 | «Union»            |                    |

| Her Tape #2 (2017) | Her Tape #2 (2017)          | Her Tape #2 (2017) |
| #                  | Назва                       | Тривалість         |
| ------------------ | --------------------------- | ------------------ |
| 1.                 | «Intro»                     |                    |
| 2.                 | «Blossom Roses»             |                    |
| 3.                 | «Queens (за участі Zefire)» |                    |
| 4.                 | «Interlude»                 |                    |
| 5.                 | «Jeanie J»                  |                    |
| 6.                 | «Swim (за участі Zefire)»   |                    |

### Студійні альбоми
| Her (2018) | Her (2018)               | Her (2018) |
| #          | Назва                    | Тривалість |
| ---------- | ------------------------ | ---------- |
| 1.         | «We Choose»              |            |
| 2.         | «Five Minutes»           |            |
| 3.         | «Icarus»                 |            |
| 4.         | «Blossom Roses»          |            |
| 5.         | «On & On»                |            |
| 6.         | «Neighborhood»           |            |
| 7.         | «Trying»                 |            |
| 8.         | «Quite Like»             |            |
| 9.         | «Wanna Be You»           |            |
| 10.        | «Swim»                   |            |
| 11.        | «Good Night»             |            |
| 12.        | «For Him»                |            |
| 13.        | «Shuggie (Bonus Track)»  |            |
| 14.        | «Together (Bonus Track)» |            |